# Peredo
Peredo is een plaats (freguesia) in de Portugese gemeente Macedo de Cavaleiros en telt 366 inwoners (2001).